# Vučak (Ivanjica)
Pour les articles homonymes, voir Vučak.
Vučak (en serbe cyrillique : Вучак) est un village de Serbie situé dans la municipalité d’Ivanjica, district de Moravica. Au recensement de 2011, il comptait 231 habitants.

## Démographie
| 1948 | 1953 | 1961  | 1971 | 1981 | 1991 | 2002 | 2011 |
| ---- | ---- | ----- | ---- | ---- | ---- | ---- | ---- |
| 830  | 940  | 1 024 | 860  | 665  | 396  | 327  | 231  |

|  |